# دیپاک دوبریال
دیپاک دوبریال (به انگلیسی: Deepak Dobriyal) (زاده ۱ سپتامبر ۱۹۷۵) بازیگر هندی است.
از فیلم‌هایی که وی در آن نقش داشته است می‌توان به مدرسه هندی اشاره کرد.

## فیلم‌شناسی
فهرست برخی از فیلم‌هایی که دیپاک دوبریال در آنها به ایفای نقش پرداخته است:
- مدرسه هندی
- کالاکندی
- نترس ۲
- باغی ۲
- ازدواج تانو و مانو
- ازدواج تانو و مانو: بازگشت
- مدرسه انگلیسی
- کاپیتان سرخ
- همه خوب هستند
- شجاعت
- گرگینه
- لاکنو مرکزی
- موفق باشی جری (۲۰۲۲)
- بهولا (۲۰۲۳)